# Hot Milk (Film)
Hot Milk ist ein Filmdrama und das Regiedebüt von Rebecca Lenkiewicz. Der Film mit Fiona Shaw, Vicky Krieps und Emma Mackey in den Hauptrollen basiert auf dem gleichnamigen Roman von Deborah Levy. Er spielt während des Sommers in einem spanischen Fischerdorf und stellt eine junge Frau in den Mittelpunkt, die sich von ihrer kontrollsüchtigen, gehbehinderten Mutter zu lösen beginnt. Der Film feierte Mitte Februar 2025 bei den Internationalen Filmfestspielen Berlin seine Premiere. Der Kinostart im Vereinigten Königreich und in Deutschland erfolgte Anfang Juli 2025.

## Handlung
Die Irin Rose leidet an mysteriösen Lähmungserscheinungen und Schmerzen in ihren Knochen und Gelenken, sitzt im Rollstuhl und reist daher mit ihrer Tochter Sofia im Sommer in die spanische Küstenstadt Almería, wo sie sich von dem Wunderheiler Dr. Gómez schamanische Hilfe erhoffen. Rose hat auf ihr Haus in London eine Hypothek aufgenommen, um die Behandlung zu bezahlen, auch wenn es keine Garantie gibt, dass sich ihr Zustand durch diese verbessert.
Auf Sofia, die ihr Anthropologie-Studium auf Eis gelegt hat, um ihre Mutter zu begleiten, hat die Atmosphäre, die in dieser sonnenverwöhnten Stadt herrscht, einen animierenden Einfluss. Ihr ganzes Leben lang hat sie sich wegen des Gesundheitszustandes ihrer Mutter einschränken müssen und beginnt langsam, sich von ihrer Mutter zu emanzipieren. Ein besonderes Interesse entwickelt Sofia für Ingrid, die sie kennenlernt und verführt. Sofias neu gewonnene Freiheit und die Beziehung zur charmanten und freigeistigen Touristin Ingrid werden ihrer herrischen Mutter zu viel. Aufgestauter Groll und Bitterkeit treten daraufhin bei ihr zutage.
Bei einem Kurzbesuch bei ihrem in Griechenland lebenden Vater und dessen neuer Frau sieht Sofia die bescheidenen Verhältnisse, in denen diese leben. Rose hatte ihrer Tochter erzählt, er sei ein milliardenschwerer Speditionsunternehmer, der seinen Reichtum vor ihnen versteckt.

## Produktion

### Literarische Vorlage und Filmstab
„Mir war der male gaze in Strand- und Liebesszenen immer sehr bewusst, und ich wollte einfach etwas
Amazonenhaftes machen, etwas Rohes und Chaotisches – nicht wie Baywatch.“

Der Film basiert auf dem Roman Hot Milk der britischen Schriftstellerin Deborah Levy, in dem es um die Komplexität einer Beziehung zwischen einer alleinerziehenden Mutter, die unter mysteriösen Lähmungserscheinungen leidet, und ihrer Tochter geht. Hot Milk kam 2016 auf die Shortlist des Man Booker Prize und spielt während des Sommers in einem spanischen Fischerdorf. Produzentin Christine Langan war besonders vom einzigartigen Erzählton und der Bildgewalt des Romans beeindruckt:„Es ist eine faszinierende und hypnotisierende Lektüre und sehr frauenzentriert – ich konnte mich mit vielem darin identifizieren. [...] Es brauchte diese sehr immersive Kinoerfahrung, um die ganze Atmosphäre zu spüren, die Deborah in ihrem Roman heraufbeschwört.“ Ebenfalls wurde Levys Roman Swimming Home von Justin Anderson verfilmt.
Regie führte Rebecca Lenkiewicz. Es handelt sich bei Hot Milk um das Regiedebüt der Britin. Zuvor war sie als Drehbuchautorin tätig, unter anderem für Ida von Paweł Pawlikowski von 2013, Colette von Wash Westmoreland von 2018 und für die #MeToo-Enthüllungsgeschichte She Said von Maria Schrader von 2022. Bereits die letzten beiden Film wurden von weiblichen Figuren getragen.
Vor der Premiere des Films erklärte Lenkiewicz zu dem Thema des Films, dem Sterben in Würde, und dem Erfolg neuerer Filme über Sterbehilfe wie Pedro Almodóvars The Room Next Door, in Großbritannien werde derzeit viel über Sterbehilfe geredet, und die Minister des britischen Parlaments hätten letztes Jahr für einen Vorschlag zur Legalisierung der Sterbehilfe in England und Wales gestimmt. Für die Regisseurin sei das Thema sehr relevant: „Mein Vater war chronisch depressiv und entschied sich im Alter von 62 Jahren, aus dieser verrückten Welt auszusteigen. Und ich denke, wir hätten es viel einfacher haben können. Bestimmte Gesetze wären anders gewesen, und das war hart.“ Auch im Fall von Rose gehe es um die Frage nach Leben oder Tod.
Den Filmschnitt übernahm Mark Towns. Er war zuvor insbesondere für Horrorfilme tätig, so für Saint Maud und Love Lies Bleeding von Rose Glass, Censor von Prano Bailey-Bond, Niemand kommt hier lebend raus von Santiago Menghini und Choose or Die von Toby Meakins. Eine weitere bekannte frühere Arbeit von Towns ist der Filmschnitt bei dem Science-Fiction-Thriller The Survivalist von Stephen Fingleton.

### Besetzung, Szenenbild und Dreharbeiten
Die Hauptrollen wurden mit der Irin Fiona Shaw, der französisch-britischen Schauspielerin Emma Mackey und der luxemburgisch-deutschen Schauspielerin Vicky Krieps besetzt. Shaw spielt Rose, Mackey deren Tochter Sofia und Krieps die Reisende Ingrid, die Sofia in der spanischen Küstenstadt Almería kennenlernt. Vangelis Mourikis spielt Sofias in Griechenland lebenden Vater Christos, dem sie einen Kurzbesuch abstattet. In weiteren Rollen sind die spanisch-britische Schauspielerin Patsy Ferran als Krankenschwester Julieta, der Schweizer Vincent Perez und Yann Gael als Matty zu sehen.
Das Szenenbild gestaltete der Russe Andrey Ponkratov, zu dessen früheren Arbeiten Filme wie Leviathan, Der Duellist und Leto gehören.
Die Dreharbeiten sollten in Almería stattfinden, fanden aber aus Kostengründen im Sommer 2023 in Griechenland statt. Die Crew drehte 25 Tage lang in Marathon, einer am Meer gelegenen Arbeiterstadt eine Stunde nördlich der griechischen Hauptstadt, und zwei weitere Tage in Athen selbst. Das Filmteam wurde laut Lenkiewicz im Juli und August mit hohen Temperaturen von bis zu 45 Grad Celsius und Waldbränden konfrontiert. Eine Verschiebung war aufgrund von Drehkonflikten seitens der Schauspieler nicht möglich gewesen.
Ursprünglich war geplant worden, in Hinblick auf das überwiegend weibliche Filmteam auch eine Kamerafrau zu verpflichten. Doch keine brachte laut Produzentin Christine Langan die nötige „Chemie“ und „Gefühl“ für das Projekt mit. Daraufhin wurde Christopher Blauvelt ausgewählt. Der US-Amerikaner war zuletzt für First Cow und Showing Up von Kelly Reichardt, Emma von Autumn de Wilde und May December von Todd Haynes tätig. Für den visuellen Stil des Films empfahl Rebecca Lenkiewicz ihm Rainer Werner Fassbinders Angst essen Seele auf (1974) zu sichten. Auch habe sie an Betty Blue – 37,2 Grad am Morgen (1986) denken müssen. Langan sollte Blauvelt später für seine Energie, Erfahrung und seine „malerische Qualität“ im Zusammenhang mit den Naturaufnahmen loben.

### Filmmusik und Sounddesign
Die Filmmusik komponiert der Brite Matthew Herbert. Er war bereits für das Filmdrama Ungehorsam von Sebastián Lelio tätig, für das  Lenkiewicz das Drehbuch schrieb, und zuletzt für Filme wie Das Wunder und April. Weitere im Film verwendete Musik wählte die Regisseurin aus. Das Soundtrack-Album mit insgesamt elf Musikstücken wurde am 4. Juli 2025 von Accidental Editions als Download veröffentlicht.
Sounddesignerin Rana Eid, die in Beirut lebt und arbeitet und Ton im Film an der Université Saint Esprit de Kaslik (USEK) unterrichtet, arbeitete für Hot Milk von Libanon aus.

### Marketing und Veröffentlichung
Die US-Vertriebsrechte für Hot Milk sicherte sich IFC Films. Der Streamingdienst MUBI will den Film in Großbritannien, Irland, Italien, Lateinamerika und der Türkei veröffentlichen. Metropolitan Films übernimmt den Vertrieb in Frankreich, The Searchers in den Beneluxländern, Scanbox in Skandinavien, M2 in Osteuropa, A-One in den baltischen Staaten und Front Row im Mittlerer Osten. MUBI bringt den Film auch in die deutschen und österreichischen Kinos. Am 30. Mai 2025 sollte der Film in die Kinos im Vereinigten Königreich und in Irland kommen. In Deutschland war der Kinostart am 3. Juli 2025 geplant.
Die Premiere von Hot Milk fand am 14. Februar 2025 im Hauptwettbewerb der Internationalen Filmfestspielen Berlin statt. Dort wurde der Film auch in die Auswahl für den Teddy Award aufgenommen. Der erste Trailer wurde kurz zuvor vorgestellt. Am 6. März 2025 eröffnete er das Luxembourg City Film Festival. Ebenfalls im März 2025 wird Hot Milk beim London LGBTQIA+ Film Festival gezeigt. Im April 2025 erfolgten Vorstellungen beim Miami Film Festival. Mitte, Ende April 2025 wurde der Film beim San Francisco International Film Festival gezeigt. Ende Juni 2025 wird er beim Mediterrane Film Festival vorgestellt. Am 27. Juni 2025 kam Hot Milk in ausgewählte US-Kinos.

## Rezeption

### Altersfreigabe und Kritiken
In den USA erhielt der Film ein R-Rating, was einer Freigabe ab 17 Jahren entspricht. In Deutschland wurde der Film von der FSK bereits ab 12 Jahren freigegeben.
Die Kritiken fielen gemischt bis negativ aus. Von den bei Rotten Tomatoes aufgeführten Kritiken sind rund ein Drittel positiv.
Peter Debruge schreibt in seiner Kritik in Variety, Hot Milk sei einer jener Filme, die sich wie ein tief im Inneren zurückgehaltener, gequälter Schrei anfühlen, der nur darauf wartet, frei herauszubrechen. Emma Mackey mit ihrem scharfen, altklugen und strengen Profil erinnert ihn an eine junge Uma Thurman oder die Schauspielerin Chiara Mastroianni. Eigentlich habe sie ein Gesicht, das rätselhaft genug sei, um einen Film zu tragen, und doch sei die Figur selbst ein bisschen zu dünn gezeichnet, um die kurze Laufzeit von 93 Minuten zu tragen, hauptsächlich, weil Rebecca Lenkiewicz es nicht schaffe, klarzumachen, was diese Figur will. Es sei zudem fast unmöglich, den Überblick darüber zu behalten, wie viel Zeit zwischen den Szenen vergangen ist, und man habe kaum das Gefühl, dass das Leben der Charaktere weitergeht, wenn sie nicht im Bild sind.
Peter Bradshaw schreibt im Guardian, der Film laufe ständig Gefahr, in ein Meer der Zweideutigkeit abzudriften, und das Ende sei voller Absurdität, fast sogar Albernheit. Fiona Shaw halte den Film jedoch geerdet und liefere eine hervorragende Darstellung der nörgeligen, streitsüchtigen und witzigen Rose.
Jenny Zylka betont in der taz die hohe darstellerische Qualität der Schauspielerinnen.

### Auszeichnungen
Internationale Filmfestspiele Berlin 2025
- Nominierung für den Goldenen Bären
- Nominierung für den Teddy Award[30][31]

Mediterrane Film Festival 2025
- Nominierung im Wettbewerb

Miami Film Festival 2025
- Nominierung für den  Jordan Ressler First Feature Award[23]